# Collegio Clementino
Il Collegio Clementino è un istituto di istruzione di Roma, fondato nel 1595 e retto dai chierici regolari della Congregazione di Somasca.

## Storia
Il Collegio Clementino deve il suo nome al Papa Clemente VIII, al secolo Ippolito Aldobrandini, il quale lo istituì con la bolla "Ubi primum ad summi apostolatum apicem" del 5 ottobre 1595. La sede originaria si trovava a Roma nell'attuale Piazza Nicosia. Lo scopo era l'educazione della gioventù romana e straniera nei buoni costumi, nello studio delle belle lettere e delle arti liberali. Il 1º novembre del 1595 fu affidato alla direzione dei Padri Somaschi, un ordine nato per aiutare gli orfani e i poveri ed era stato autorizzato dal Papa Pio V nel 1568. Con la creazione del Collegio Clementino, i Padri Somaschi iniziarono un tipo di attività nuova, cioè la formazione dei giovani provenienti da famiglie nobili, un modo per attrarre a sé l'attenzione degli ambienti aristocratici cittadini.
Il progetto della sede di via Nicosia fu affidato a Giacomo Della Porta (1532-1602). Nel 1604 al Collegio Clementino venne unito anche il collegio della Nazione Illirica, alla quale in seguito il pontefice Urbano VIII assegnò una sede nella città di Loreto. L'unione fornì il collegio di numerose entrate e privilegi.
Nel 1798 con l'arrivo di Napoleone, il collegio fu soppresso e molti beni, compresa la sede, furono venduti all'asta. Con la fine di Napoleone i Padri Somaschi riuscirono a recuperare gran parte del patrimonio e a riaprire il Collegio Clementino nel 1834.
A seguito dell'unità d'Italia, nel 1873 furono aboliti molti enti religiosi, tra cui il Collegio Clementino e i suoi beni furono incamerati dallo Stato italiano. Nel 1891, con la Legge Casati, il Collegio Clementino rinasce un'altra volta sotto la nuova denominazione di Convitto Nazionale Vittorio Emanuele II, restituendogli anche la Villa Lucidi nelle vicinanze di Roma.
L'edificio originario fu demolito e ricostruito nella forma attuale negli anni 1936-38, durante i lavori di ristrutturazione urbanistica che interessarono l'area del mausoleo di Augusto. Attualmente (2010) la sede di Piazza Nicosia ospita uffici governativi.